# Antonio Maria Bononcini
Antonio Maria Bononcini (* 18. Juni 1677 in Modena; † 8. Juli 1726 ebenda) war ein italienischer Cellist und Komponist wie sein älterer Bruder Giovanni Bononcini. Beide waren Söhne des Musikers Giovanni Maria Bononcini.

## Leben und Werk
Antonio Maria Bononcini wurde ab etwa 1686 in Bologna Schüler von Giovanni Paolo Colonna. Zwischen 1690 und 1693 wirkte er wie sein Bruder Giovanni als Cellist in Kardinal Benedetto Pamphilis Orchester. Von 1704 bis 1711 wirkte er am Wiener Hof. 1714 lebte er in Rom, wo unter anderem Gottfried Heinrich Stölzel sein Schüler war. 1721 wurde er Hofkapellmeister in Modena.
Bononcini schrieb von 1690 bis 1723 zwanzig Opern, darunter Rossane (Neapel 1690), Camilla (Neapel 1696) und Merope (Rom 1721), die drei Oratorien Il trionfo della Grazia, overo La conversione di Maddalena (Wien 1707), La decollazione di San Giovanni Battista (Wien 1709) und L'Interciso (Wien 1711), zahlreiche Kammerkantaten und Serenaten, eine fünfstimmige Messe sowie ein vierstimmiges Stabat mater. Die Werke der beiden Bononcini-Brüder werden nicht immer korrekt auseinandergehalten.